# Alessandra Negrini
Alessandra Vidal de Negreiros Negrini (São Paulo, 29 de agosto de 1970) é uma atriz brasileira. Ela chegou à fama na década de 1990 com papéis importantes na televisão, onde tornou-se conhecida por sua versatilidade e tipos marcantes. Negrini é ganhadora de vários prêmios, incluindo um APCA e um Prêmio Guarani, bem como os prêmios dos festejados Festival de Brasília e Festival do Rio, além de ter recebido indicações ao Grande Otelo, dois Troféus Imprensa e três Prêmios Qualidade Brasil.
Negrini fez sua estreia como atriz profissional na série Retrato de Mulher (1993), na TV Globo, seguido de sua participação na novela Olho no Olho (1993). Entretanto, sua descoberta deu-se ao protagonizar a minissérie Engraçadinha: Seus Amores e Seus Pecados (1995), no papel da jovem Engraçadinha, pela qual foi eleita Revelação do Ano pela Associação Paulista de Críticos de Arte (APCA). Nos anos seguintes, ela se tornou figura frequente na televisão, com destaque nas novelas Anjo Mau (1997), Meu Bem Querer (1998) e Desejos de Mulher (2002). Negrini também esteve em evidência na minissérie histórica A Muralha (2000) no papel da guerreira Isabel.
Ela teve sua carreira marcada ao protagonizar a novela Paraíso Tropical (2007) como as gêmeas Taís e Paula, com êxito de público e crítica. No cinema, é reconhecida por protagonizar produções expressivas. Estrelando Cleópatra (2007), recebeu o prêmio de Melhor Atriz pelo Festival de Cinema de Brasília. Foi internacionalmente premiada por sua performance no drama O Abismo Prateado (2011), que lhe valera também o Prêmio Guarani de Melhor Atriz. Ela é reconhecida pela versatilidade, tendo atuado nos mais diversos gêneros, com destaque na ação 2 Coelhos (2012), na comédia Mulheres Alteradas (2018) e no drama Acqua Movie (2021), pelo qual foi nomeada ao Grande Otelo de Melhor Atriz por sua atuação.
Nos anos recentes, fez uma sequência de antagonistas em telenovelas que a fizeram ficar conhecida pelo perfil de personagens descompensadas, como a perversa Catarina Ribeiro em Lado a Lado (2012), a tresloucada Susana Bueno em Boogie Oogie (2014), a golpista atrapalhada Susana Adonato em Orgulho e Paixão (2018) e, mais recentemente, a vingativa Guida em Travessia (2022). Ela também obteve grande repercussão e reconhecimento internacional ao interpretar a bruxa Inês na série de fantasia Cidade Invisível (2021-23), distribuída mundialmente pela Netflix.

## Início da vida

### Família e formação
Alessandra Vidal de Negreiros Negrini nasceu em São Paulo no dia 29 de agosto de 1970, descendente de italianos e portugueses, filha do engenheiro Luiz Eduardo Osório Negrini e da pedagoga Neusa Vidal de Negreiros. Durante sua infância, viveu na cidade de Santos, no litoral paulista, onde permaneceu até a adolescência.
Após concluir o Ensino Médio, Alessandra ainda não tinha certeza sobre a profissão que seguiria. De volta à São Paulo, inicialmente, ingressou no curso de Jornalismo, mas logo se transferiu para Ciências Sociais na Universidade de São Paulo, onde estudou por três anos. No entanto, foi ao se matricular no curso de Teatro Antunes Filho que ela encontrou sua verdadeira paixão e decidiu se dedicar à carreira de atriz. Após sua formação, ingressou na Oficina de Atores da Rede Globo, e rapidamente foi convidada para integrar o elenco de produções televisivas, dando início a sua trajetória de sucesso na televisão.

## Carreira

### Trabalho inicial e sucesso definitivo (1993—1999)
Ainda na Oficina de Atores, Negrini foi convidada pela diretora Denise Saraceni para contracenar como filha de Regina Duarte no seriado Retrato de Mulher. Apesar de já ter mais de vinte anos, sua personagem tinha apenas quinze anos, e ela contracenou também com o ator Caio Blat. Em seguida, ela voltou para São Paulo e foi escalada para o elenco da novela Olho no Olho, de Antônio Calmon, entrando na reta final da trama e, assim, iniciando sua carreira em telenovelas no personagem de Clara. Em entrevista para o Memória Globo, a atriz revelou que gostava de improvisar e atuar de uma forma naturalista, o que agradou o diretor Ricardo Waddington, também em início de carreira.
O grande marco inicial na carreira de Negrini ocorreu em 1995, com sua atuação na minissérie Engraçadinha: Seus Amores e Seus Pecados. Baseada no romance de Nelson Rodrigues, a trama a colocou no papel da jovem protagonista, um papel que inicialmente parecia reservado para outra atriz por ela não se assemelhar fisicamente com Cláudia Raia, que interpreta a personagem em fase mais adulta. Após alguns testes e a recusa da atriz escolhida, Alessandra foi indicada pelo diretor Boni e surpreendeu ao dar vida à personagem, conquistando o público com sua interpretação sensual e intensa. Sua versão de Engraçadinha, envolvida em um amor proibido e marcada pela tensão da sociedade carioca, destacou as contradições e hipocrisias da classe média brasileira, características típicas do universo de Nelson Rodrigues, e ela foi considera a atriz revelação do ano.
Logo após, ainda em 1995, é escalada para a novela das sete Cara e Coroa, sua segunda parceria com o autor Antônio Calmon. Na trama, ela surge como a comportada e caseira Natália, neta de Guilhermina (Marilena Ansaldi) e irmã de Leninha (Mônica Fraga). Seu comportamento muda repentinamente quando ela se apaixona pelo vilão Mauro (Miguel Falabella).
Em 1997, interpreta sua primeira vilã em telenovelas, a ambiciosa Paula Novaes, no remake Anjo Mau, adaptação de Maria Adelaide Amaral. Sua personagem é a principal rival da protagonista Nice (Glória Pires). Cruel, interesseira e vingativa, inicialmente ela é noiva de Rodrigo (Kadu Moliterno), mas o trai com o irmão dele, Ricardo (Leonardo Brício). Os dois são desmascarados por meio de uma armação de Nice e ela luta para reconquistar o bom partido e separá-lo de Nice. No mesmo ano, ela fez sua estreia no cinema atuando no filme O Que É Isso, Companheiro?, dirigido por Bruno Barreto, filme esse que foi indicado ao Óscar de Melhor Filme Estrangeiro, interpretando Lília.
Depois, em 1998, foi escalada para protagonizar a novela Meu Bem Querer, de Ricardo Linhares, dando vida à doce e apaixonada Rebeca Maciel, formado par romântico com o seu então marido Murilo Benício. Sua personagem é uma moça evangélica, filha do pastor Bilac (Mauro Mendonça) e irmã de Lívia (Flávia Alessandra), que tem o temperamento oposto do seu.

### Ascensão ao horário nobre (2000—2009)

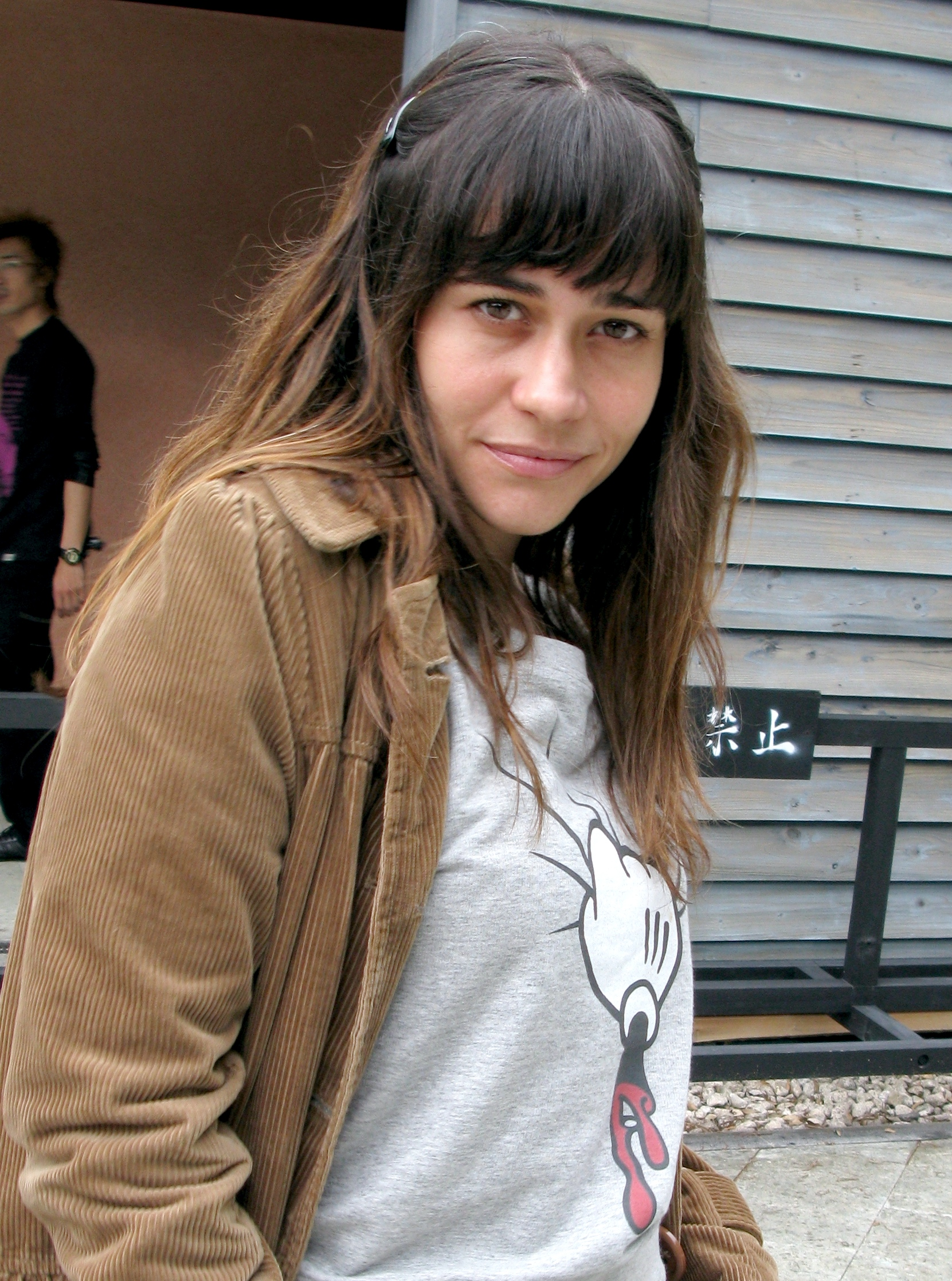
Negrini em ensaio fotográfico.

Em 2000, Alessandra Negrini interpretou a guerreira Isabel Olinto na minissérie A Muralha, produzida pela TV Globo para comemorar os 500 anos do Brasil. Ambientada no ano de 1600, a trama acompanhava a jornada dos bandeirantes em busca de novas terras e riquezas, e as disputas que surgiam ao longo do caminho. Sua personagem era uma mestiça, vivendo entre indígenas, e se destacava por ser uma mulher rude e de comportamento rebelde, com uma aura de fatalidade. Para viver Isabel, Alessandra gravou cenas em tribos indígenas na Chapada dos Veadeiros, usando uma maquiagem bronzeada e, em algumas ocasiões, contracenou com uma jaguatirica. Por conta do apelo sensual da personagem na minissérie, estampou a capa da edição brasileira da revista Playboy de abril daquele ano, num ensaio da autoria de Bob Wolfenson.
Em 2002, Negrini colheu muitos elogios pela interpretação de sua segunda vilã: a sexy Selma Dumont, da novela Desejos de Mulher, de Euclydes Marinho, tornando-se uma das personagens de maior apelo junto aos telespectadores e protagonizando aquelas que foram consideradas as melhores cenas do folhetim. Em 2003, participou de alguns episódios da série infantil Sítio do Picapau Amarelo, interpretando Rapunzel. Em 2004, fez uma participação especial na novela Celebridade, de Gilberto Braga, onde interpretou Marília Prudente da Costa, a mãe falecida da grande vilã Laura (Cláudia Abreu) que aparecia em flashbacks de suas memórias de infância.
No cinema, atuou na comédia Sexo, Amor e Traição (2004), com a direção de Jorge Fernando, que trata de conflitos amorosos entre os sete protagonistas. Em 2006, Negrini superou seu medo de cavalgar para interpretar uma amazona na minissérie JK, escrita por Maria Adelaide Amaral e Alcides Nogueira. Sua personagem, Yedda, era uma figura real, apaixonada por montaria, rica e dona de dois cachorros, com um jeito afetuado de falar. A atriz destacou a diversão de interpretar uma personagem tão diferente de si mesma, o que lhe permitiu criar gestos e comportamentos únicos. Yedda era direta e não hesitava em dizer o que pensava, sempre falando a verdade na cara das pessoas.
Sua primeira novela do horário nobre, exibida às oito pela TV Globo, foi como protagonista em Paraíso Tropical, de Gilberto Braga, em 2007. Ela encarnou o posto de mocinha e vilã ao mesmo tempo dando vida às gêmeas de personalidades opostas Paula Viana e Taís Grimaldi, havendo obtido muito sucesso junto ao público e à crítica. No mesmo ano, no cinema, interpreta Cleópatra no filme dramático Cleópatra, de Julio Bressane, abordando a história dessa mulher que é um dos mitos femininos da Antiguidade, a conhecida como mais fascinante da história, pelo qual ganhou o prêmio de melhor atriz do Festival de Brasília e foi aplaudida no tradicional Festival Internacional de Cinema de Veneza, na Itália.
No teatro, protagonizou a peça A Gaivota (2008), adaptação do texto do dramaturgo russo Anton Tchekhov, na qual viajou para a Europa, Canadá e Japão. Ainda no mesmo ano, fez uma participação no humorístico Casseta & Planeta, Urgente!, interpretando vários personagens. Dedicou-se ao cinema estrelando três filmes em 2008: trabalhou novamente com Júlio Bressane em A Erva do Rato, ao lado de Selton Mello, os dois únicos atores da obra que é livremente inspirado nos contos de Machado de Assis. Atuou na adaptação cinematográfica de No Retrovisor, dirigido por  Mauro Mendonça Filho. E, esteve no elenco do filme Os Desafinados, de Walter Lima Jr., em uma participação especial como Luíza.

### Atriz consolidada (2010—2017)

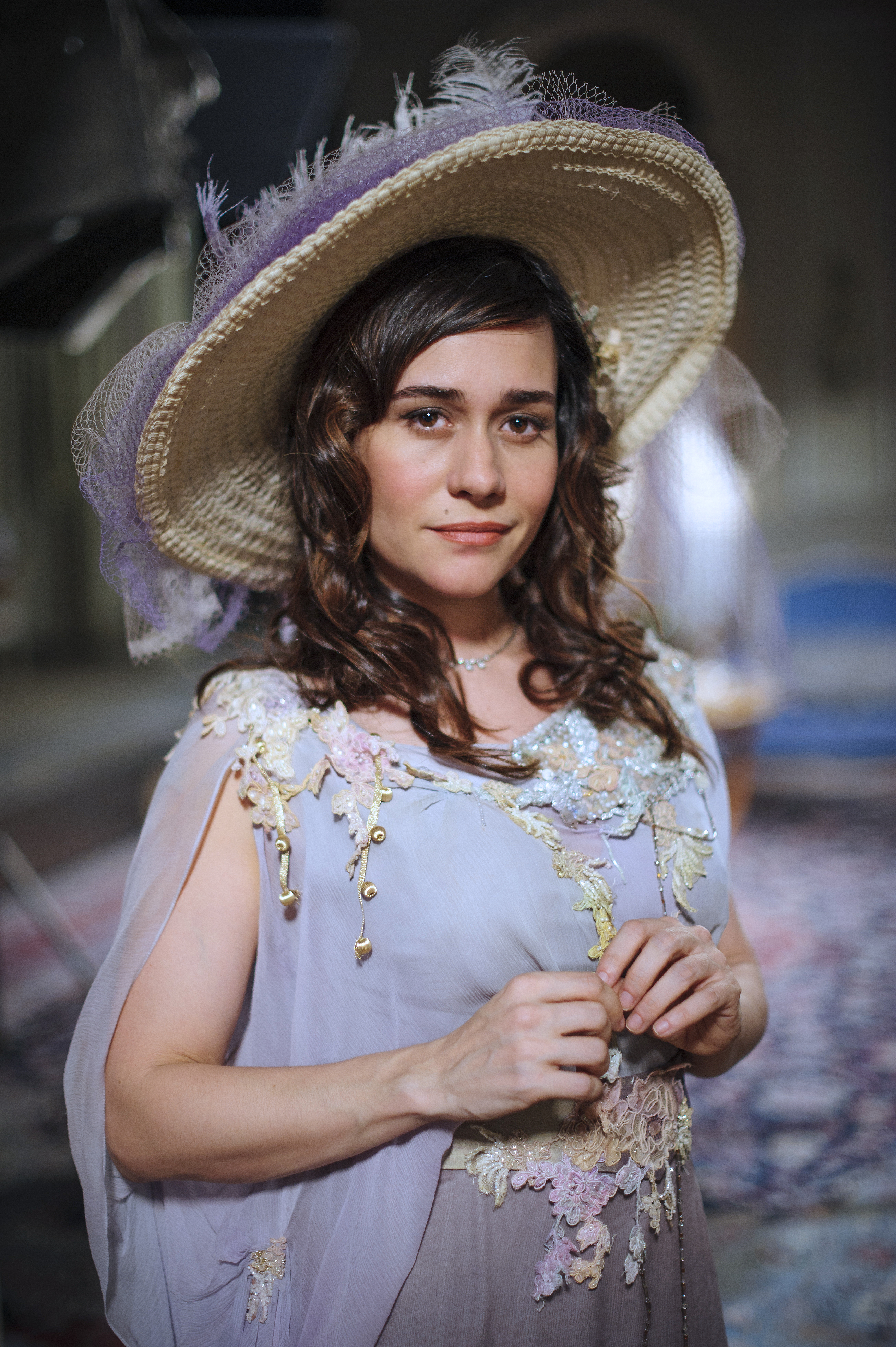
Negrini caracterizada como a vilã Catarina de Lado a Lado (2012).

Voltou à televisão, em 2010, para participar dos seriados S.O.S. Emergência, comédia ambientada em um hospital, tendo crédito no episódio "Pegar ou Largar" no papel de Sílvia, ex-namorada de Miguel (Duda Ribeiro), o qual tenta chamar atenção dela fingindo ter se medicado em excesso. À convite de Daniel Filho, participou da minissérie As Cariocas, protagonizando o episódio "A Iludida de Copacabana" como Marta. Neste mesmo ano esteve cotada para o remake da novela Ti Ti Ti e chegou a ser anunciada para o elenco de Passione, porém, acabou sendo desligada da produção após a direção considerar que a atriz merecia um papel de maior destaque. Ela então gravou o especial de fim de ano Tal Filho, Tal Pai, estrelado por Fábio Júnior e Fiuk, no papel da jornalista musical Bárbara Leão.
Em 2011, Negrini retornou aos palcos, ao lado de Karin Rodrigues, para encenar a peça A Senhora de Dubuque, um texto de Edward Albee. Nesse ano ela gravou o curta-metragem TokyoShow e protagonizou o elogiado filme de drama O Abismo Prateado, do diretor Karim Aïnouz. No filme, interpreta Violeta, uma dentista casada há 14 anos com Djalma (Otto Jr.), com quem tem um filho adolescente (João Vítor Silva). A família acaba de se mudar para um apartamento em Copacabana, e, durante uma pausa na clínica, Violeta encontra uma mensagem na secretária eletrônica de seu marido, revelando que ele está se separando dela e indo morar em Porto Alegre. Abalada, ela decide partir em busca de Djalma, mas ao longo dessa jornada, acaba se redescobrindo pessoalmente.
Em 2012, a atriz volta aos palcos do teatro em uma nova versão do espetáculo A Propósito de Senhorita Júlia, onde encarnou uma adolescente. A peça se passa no Brasil no início do século XXI. No mesmo ano, retornou às novelas após cinco anos na segunda fase de Lado a Lado, de Gilberto Braga, novela vencedora do Emmy Internacional. No mesmo ano, retornou às novelas na segunda fase de Lado a Lado, interpretando a cantora de ópera Catarina Ribeiro, uma das vilãs da trama.  Ambientada no Rio de Janeiro do século XX, sua personagem é a ardilosa cantora lírica Catarina, mãe da filha de Edgar (Thiago Fragoso), que tenta de todas as formas atrapalhar o romance do rapaz com Laura (Marjorie Estiano). Além disso, ela esteve no elenco do filme independente O Gorila, estrelado por Otávio Müller e dirigido por José Eduardo Belmonte. Também protagonizou o filme de ação 2 Coelhos, de Afonso Poyart, ao lado de Fernando Alves Pinto, como a promotora pública Júlia.
Em 2014, interpreta a tresloucada Susana Bueno em Boogie Oogie, de Rui Vilhena, personagem responsável pelo grande ato que movimenta a trama. Ela é a vingativa ex-amante de Fernando (Marco Ricca). No passado, movida por vingança e despeito, ela foi responsável pela troca das filhas na maternidade. Dessa forma, Fernando e Carlota (Giulia Gam) criaram Vitória (Bianca Bin) acreditando ser sua filha, enquanto Elísio (Daniel Dantas) e Beatriz (Heloísa Perissé) criaram Sandra (Isis Valverde), a verdadeira filha do casal. Depois de anos nos Estados Unidos, retorna ao Brasil prometendo revelar toda a verdade.
Em 2016, realizou sua terceira parceria com Júlio Bressane no cinema estrelando o filme experimental Beduíno ao lado de Fernando Eiras, filme que conta a história de um casal de dramaturgos que levam a vida pela arte e cada ato da existência dos dois se conecta e representa a vida real e a encenação. Em 2016, ainda, atua na série Lúcia McCartney, do GNT, como Júlia. Em 2017, ela volta à televisão como dubladora na série animada Angeli: The Killer, do Canal Brasil, onde interpreta Mara Tara. Fez uma participação no filme de comédia Eu Fico Loko (2017), de Bruno Garotti, filme que retrata as dificuldades e conquistas dos adolescentes de uma nova geração, onde ela interpreta Lilian Figueiredo, mãe de Christian Figueiredo (no filme, interpretado por Filipe Bragança). De outubro a dezembro de 2017, protagoniza e fica em cartaz com a peça A Volta Ao Lar, dirigida por Regina Duarte.

### Filmes independentes e projetos no streaming (2018—presente)

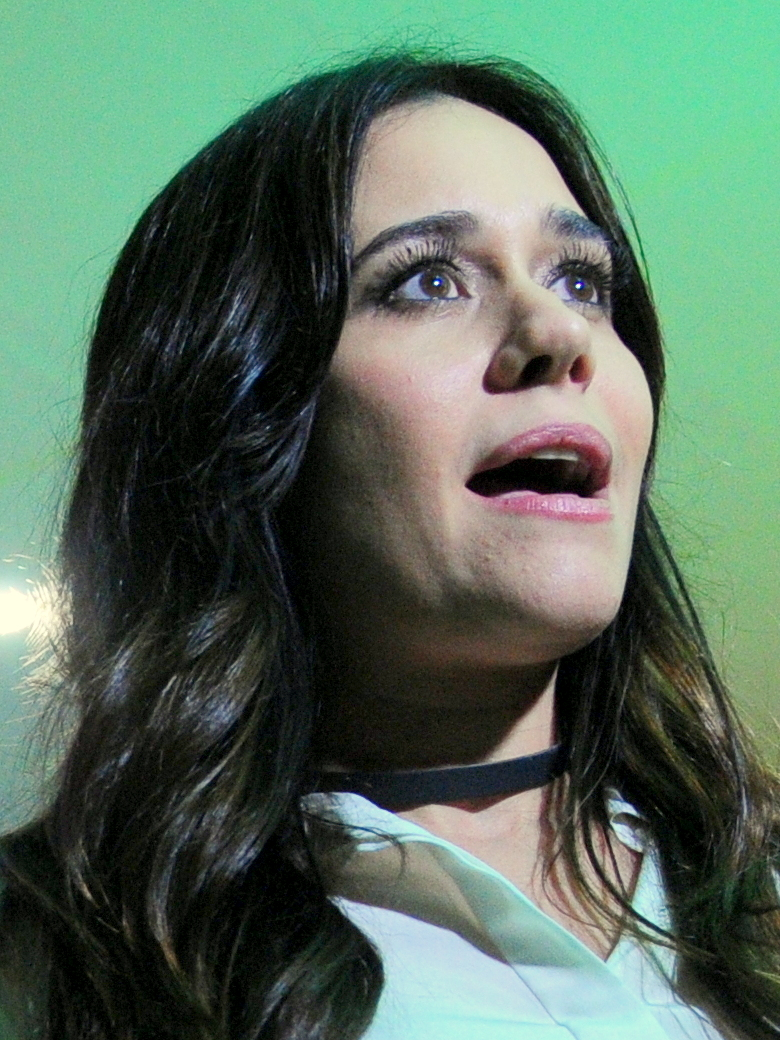
Negrini no Festival de Cinema de Brasília.

Em 2018, Alessandra volta às novelas interpretando a vilã divertida e atrapalhada Susana Adonato em Orgulho e Paixão, que teve autoria de Marcos Bernstein e foi livremente inspirada em obras da escritora Jane Austen. Engraçada e manipuladora, sua personagem é o braço direito de Julieta (Gabriela Duarte), mas aplica golpes nela com ajuda de Petúlia (Grace Gianoukas), sua empregada e cúmplice de armações. Ainda em 2018, estreia na Netflix com uma participação especial na série de comédia Samantha!, estrelada por Emanuelle Araújo, como Lílian, uma figura do passado de Samantha que reaparece como uma bomba em sua vida.
Em 2018, ainda, atuou na comédia Mulheres Alteradas, dirigida por Luis Pinheiro, estrelando ao lado de Deborah Secco, Maria Casadevall e Monica Iozzi, numa trama que trata do cotidiano de quatro mulheres, cada uma enfrentando problemas bem particulares. Ela interpreta Marinati, uma mulher workaholic que repentinamente se apaixona por Christian (Daniel Boaventura).
Em 2021, chamou atenção do público ao interpretar Inês, representante da entidade Cuca, na série de suspense e fantasia Cidade Invisível, criada por Carlos Saldanha para a Netflix. A série acompanha um policial ambiental que descobre um mundo oculto de entidades mitológicas do folclore brasileiro, enquanto busca uma conexão entre a morte de sua esposa e a misteriosa aparição de um boto-cor-de-rosa morto em uma praia do Rio de Janeiro.  Sua personagem é a líder das entidades, uma bruxa cujos poderes mágicos incluem a capacidade de entrar na mente dos outros e fazê-los dormir cantando sua música autointitulada.
Estrelou o filme de drama Acqua Movie, de Lírio Ferreira, pelo quando foi indicada ao Grande Otelo de Melhor Atriz ao interpretar Duda, uma ambientalista que, ao ser surpreendida pela morte do marido, é convencida pelo filho a viajar para o Nordeste e jogar as cinzas do falecido no Velho Chico e reencontrar sua família paterna. Em 2022, volta ao horário nobre na novela Travessia, de Glória Perez, na pele de Guida, uma mulher alegre e explosiva. Sua personagem é casada com Moretti (Rodrigo Lombardi), que no passado viveu um romance com a irmã de Guida, Leonor (Vanessa Giácomo), estremecendo a relação das irmãs. Em 2023, grava a segunda temporada de Cidade Invisível, dessa vez ambientada na Amazônia.

## Vida pessoal

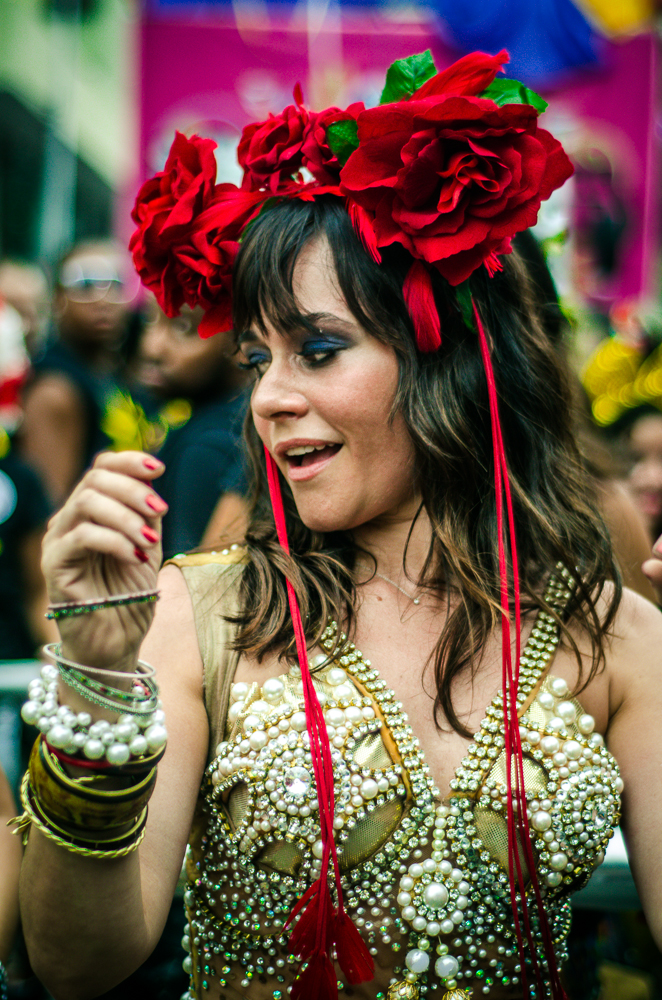
A atriz em 2014.

Em 1995 começou a namorar o ator Murilo Benício, e no início de 1996 foram morar juntos. No mesmo ano, no dia 16 de dezembro, nasceu o filho do casal, Antônio Benício Negrini, que veio ao mundo de parto cesariana, em São Paulo. O casal separou-se em 1999.
Nesse mesmo ano de 1999, começou a namorar o ator Marcos Palmeira. Ambos terminaram a relação em 2000. Ainda em 2000 iniciou um namoro com ator André Gonçalves, e em 2001 separaram-se.
No mesmo ano de 2001, começou um relacionamento afetivo com o cantor Otto. Foram morar juntos em 2002. No dia 29 de setembro de 2004, de parto cesariana, no Rio de Janeiro, nasceu a filha do casal, Betina Negrini de Cordeiro. Em 2008 o casal separou-se, e Alessandra voltou a morar em São Paulo com seus filhos.
De 2009 a 2010 namorou com o empresário Rodrigo Neves. De 2010 a 2012 manteve uma relação afetiva com o ator Sergio Guizé. De 2012 a 2014 namorou o fotógrafo João Wainer. Desde essa época não assumiu mais nenhum relacionamento sério para a imprensa, e é vista eventualmente pela mídia acompanhada de homens anônimos e famosos.

## Teatro
| Ano  | Peça                           | Personagem    |
| ---- | ------------------------------ | ------------- |
| 2000 | O Avarento                     | Elisa         |
| 2001 | O Beijo no Asfalto             | Selminha      |
| 2003 | Credores                       | Tekla         |
| 2008 | A Gaivota                      | A Gaivota     |
| 2011 | A Senhora de Dubuque           | Jô            |
| 2012 | A Propósito de Senhorita Júlia | Júlia         |
| 2016 | Sonata Fantasma Bandeirante    | Mulher Branca |
| 2017 | A Volta Ao Lar                 | Ruth          |
| 2019 | Uísque & Vergonha              | Charlotie     |
| 2021 | A Árvore                       | A             |

## Filmografia

### Televisão
| Ano     | Título                                   | Personagem                       | Notas                                   |
| ------- | ---------------------------------------- | -------------------------------- | --------------------------------------- |
| 1993    | Olho no Olho                             | Clara                            |                                         |
| 1993    | Retrato de Mulher                        | Bruna                            | Episódio: "Teresa"                      |
| 1994    | Você Decide                              | Carla                            | Episódio: "Anjo Vingador"               |
| 1995    | Engraçadinha: Seus Amores e Seus Pecados | Engraçadinha (jovem)             |                                         |
| 1995    | Cara & Coroa                             | Natália Santoro                  |                                         |
| 1996    | A Comédia da Vida Privada                | Maria Helena                     | Episódio: "O Grande Amor da Minha Vida" |
| 1997    | Anjo Mau                                 | Paula Ribeiro Novaes             |                                         |
| 1998    | Meu Bem Querer                           | Rebeca Maciel                    |                                         |
| 2000    | A Muralha                                | Isabel Olinto                    |                                         |
| 2000    | Brava Gente                              | Natália                          | Episódio: "Armas e Corações"            |
| 2001    | Os Normais                               | Sílvia                           | Episódio: "Estresse é Normal"           |
| 2002    | Desejos de Mulher                        | Selma Dumont                     |                                         |
| 2003    | Sítio do Picapau Amarelo                 | Rapunzel                         | Temporada 3                             |
| 2004    | Celebridade                              | Marília Prudente da Costa        | Episódios: "8 de abril"                 |
| 2006    | JK                                       | Yedda Ovalle Schmidt             |                                         |
| 2007    | Paraíso Tropical                         | Paula Viana Bastos Taís Grimaldi |                                         |
| 2008    | Casseta & Planeta, Urgente!              | Várias personagens               | Episódio: "26 de agosto"                |
| 2009    | A Turma do Didi                          | Ela mesma                        | Episódio: "26 de julho"                 |
| 2010    | S.O.S. Emergência                        | Sílvia                           | Episódio: "Pegar ou Largar"             |
| 2010    | As Cariocas                              | Marta                            | Episódio: "A Iludida de Copacabana"     |
| 2010    | Tal Filho, Tal Pai                       | Barbara Leão                     | Especial de fim de ano                  |
| 2012    | Lado a Lado                              | Catarina Ribeiro                 |                                         |
| 2014    | Boogie Oogie                             | Susana Bueno                     |                                         |
| 2016    | Lúcia McCartney                          | Júlia                            |                                         |
| 2017    | Angeli: The Killer                       | Mara Tara (voz)                  | Dublagem                                |
| 2018    | Orgulho e Paixão                         | Susana Adonato / Genésia Pinto   |                                         |
| 2018    | Samantha!                                | Liliane                          | Episódio: "7"                           |
| 2021-23 | Cidade Invisível                         | Inês da Luz / Cuca               |                                         |
| 2022    | Travessia                                | Guida Alencastro Sampaio         |                                         |

### Cinema
| Ano  | Filme                          | Personagem        | Nota           |
| ---- | ------------------------------ | ----------------- | -------------- |
| 1997 | O Que É Isso, Companheiro?     | Lilia             |                |
| 2001 | Um Crime Nobre                 | Mônica Andrade    |                |
| 2004 | Sexo, Amor e Traição           | Andréa            |                |
| 2007 | Cleópatra                      | Cleópatra         |                |
| 2008 | Os Desafinados                 | Luíza             |                |
| 2008 | No Retrovisor                  | [ 77 ]            |                |
| 2008 | A Erva do Rato                 | Ela               |                |
| 2011 | TokyoShow                      | Barbara Scott     | Curta-metragem |
| 2011 | O Abismo Prateado              | Violeta           |                |
| 2012 | 2 Coelhos                      | Júlia             |                |
| 2012 | O Gorila                       | Rosalinda         |                |
| 2013 | DreamWaves – Antena dos Sonhos | Ela               |                |
| 2016 | Beduíno                        | Mulher            |                |
| 2017 | Eu Fico Loko                   | Lilian Figueiredo |                |
| 2018 | Mulheres Alteradas             | Marinati          |                |
| 2021 | Acqua Movie                    | Duda              |                |

### Videoclipe
| Ano  | Artista | Música                    |
| ---- | ------- | ------------------------- |
| 2004 | Otto    | "Pra Ser Só Minha Mulher" |

## Prêmios e indicações
| Ano  | Prêmio                                     | Categoria                                  | Trabalho                                 | Resultado |
| ---- | ------------------------------------------ | ------------------------------------------ | ---------------------------------------- | --------- |
| 1995 | Prêmio APCA de Televisão                   | Melhor Revelação Feminina                  | Engraçadinha: Seus Amores e Seus Pecados | Venceu    |
| 1995 | Prêmio Melhores da Revista da TV - O Globo | Melhor Atriz Revelação                     | Engraçadinha: Seus Amores e Seus Pecados | Venceu    |
| 1995 | Troféu Imprensa                            | Revelação do Ano                           | Engraçadinha: Seus Amores e Seus Pecados | Indicada  |
| 2002 | Prêmio Contigo! de TV                      | Melhor Atriz                               | Desejos de Mulher                        | Indicada  |
| 2002 | Prêmio Contigo! de TV                      | Melhor Vilã                                | Desejos de Mulher                        | Venceu    |
| 2002 | Melhores do UOL e PopTevê                  | Melhor Atriz                               | Desejos de Mulher                        | Indicada  |
| 2004 | Prêmio Arte Qualidade Brasil               | Melhor Atriz Coadjuvante de Cinema         | Sexo, Amor e Traição                     | Indicada  |
| 2006 | Prêmio Contigo! de TV                      | Melhor Par Romântico                       | JK                                       | Indicada  |
| 2006 | Prêmio Arte Qualidade Brasil               | Melhor Atriz Coadjuvante                   | JK                                       | Indicada  |
| 2007 | Prêmio Arte Qualidade Brasil               | Melhor Atriz                               | Paraíso Tropical                         | Indicada  |
| 2007 | Troféu Imprensa                            | Melhor Atriz                               | Paraíso Tropical                         | Indicada  |
| 2007 | Melhores do Ano                            | Melhor Atriz                               | Paraíso Tropical                         | Indicada  |
| 2007 | Prêmio Extra de Televisão                  | Melhor Atriz                               | Paraíso Tropical                         | Indicada  |
| 2007 | Prêmio Quem de Televisão                   | Melhor Atriz                               | Paraíso Tropical                         | Indicada  |
| 2007 | Prêmio Revista Minha Novela                | Melhor Atriz (voto júri)                   | Paraíso Tropical                         | Venceu    |
| 2007 | Prêmio Revista Minha Novela                | Melhor Atriz (voto público)                | Paraíso Tropical                         | Venceu    |
| 2007 | Capricho Awards                            | Melhor Atriz Nacional                      | Paraíso Tropical                         | Indicada  |
| 2008 | Prêmio Contigo! de TV                      | Melhor Atriz                               | Paraíso Tropical                         | Indicada  |
| 2008 | Prêmio Contigo! de TV                      | Melhor Par Romântico (com Fábio Assunção)  | Paraíso Tropical                         | Indicada  |
| 2008 | Prêmio Contigo! de TV                      | Melhor Par Romântico (com Bruno Gagliasso) | Paraíso Tropical                         | Indicada  |
| 2008 | Festival de Cinema de Brasília             | Melhor Atriz                               | Cleópatra                                | Venceu    |
| 2008 | Prêmio Contigo! de Cinema Nacional         | Melhor Atriz                               | Cleópatra                                | Indicada  |
| 2008 | Prêmio Quem de Cinema                      | Melhor Atriz                               | Cleópatra                                | Indicada  |
| 2009 | Prêmio Guarani de Cinema Brasileiro        | Melhor Atriz                               | Cleópatra                                | Indicado  |
| 2011 | Festival Internacional de Cinema de Havana | Melhor Atriz                               | O Abismo Prateado                        | Venceu    |
| 2012 | Festival do Rio                            | Melhor Atriz Coadjuvante                   | O Gorila                                 | Venceu    |
| 2012 | Los Angeles Brazilian Film Festival        | Melhor Atriz                               | 2 Coelhos                                | Venceu    |
| 2013 | Grande Prêmio Brasileiro de Cinema         | Melhor Atriz                               | 2 Coelhos                                | Indicada  |
| 2013 | Prêmio Guarani de Cinema Brasileiro        | Melhor Atriz                               | 2 Coelhos                                | Indicada  |
| 2013 | Prêmio Contigo! de TV                      | Melhor Atriz Coadjuvante                   | Lado a Lado                              | Indicada  |
| 2014 | Prêmio Guarani de Cinema Brasileiro        | Melhor Atriz                               | O Abismo Prateado                        | Venceu    |
| 2020 | Los Angeles Brazilian Film Festival        | Melhor Atriz                               | Acqua Movie                              | Venceu    |
| 2021 | Séries em Cena Awards                      | Melhor Atriz em Série Nacional             | Cidade Invisível                         | Indicada  |
| 2021 | Séries em Cena Awards                      | Personagem Favorito em Série de Streaming  | Cidade Invisível                         | Indicada  |
| 2021 | Prêmio F5                                  | Melhor Atriz de Série                      | Cidade Invisível                         | Indicada  |
| 2021 | Prêmio Notícias da TV                      | Ator ou Atriz de Série                     | Cidade Invisível                         | Indicada  |
| 2022 | Prêmio Platino                             | Melhor Interpretação Femenina em Série     | Cidade Invisível                         | Indicada  |
| 2022 | CCXP Awards                                | Melhor Atriz Série (Brasil)                | Cidade Invisível                         | Indicada  |
| 2022 | Festival Sesc Melhores Filmes              | Melhor Atriz Nacional                      | Acqua Movie                              | Indicada  |
| 2022 | Grande Prêmio do Cinema Brasileiro         | Melhor Atriz                               | Acqua Movie                              | Indicada  |
| 2023 | Prêmio iBest                               | Protagonista Influenciador                 | Travessia                                | Indicada  |
| 2023 | SEC Awards                                 | Melhor Atriz em Série Nacional             | Cidade Invisível                         | Indicada  |
| 2024 | Prêmio iBest                               | Protagonista Influenciador                 | Cidade Invisível                         | Pendente  |
| 2024 | Prêmio iBest                               | Instagrammer do Ano                        | Alessandra Negrini                       | Pendente  |